# Labronema uniforme
Labronema uniforme är en rundmaskart. Labronema uniforme ingår i släktet Labronema och familjen Dorylaimidae. Inga underarter finns listade i Catalogue of Life.